# Michał Jurkowski
Michał Jurkowski (ur. 1765 lub 1766, zm. około 15 lutego 1833 w Krzemieńcu) – polski filolog klasyczny i poeta.

## Życiorys
Urodził się w rodzinie ziemiańskiej (we Lwowskiem), jako syn Maksymiliana. Pierwsze nauki pobierał we lwowskim gimnazjum, wstępując później na tamtejszy uniwersytet. W roku 1789 (16 kwietnia) otrzymał, w drodze konkursu, posadę nauczyciela niższych klas gramatykalnych w Gimnazjum Zamojskim. Półtora roku później (16 września 1790) awansował na stanowisko nauczyciela poetyki, prowadząc te zajęcia przez 10 lat. W roku 1799 (27 września) przeniesiono go na stanowisko równorzędne z dotychczasowym, do Gimnazjum Tarnowskiego, gdzie uczył młodzież także języka greckiego. Po 2,5 roku został powołany na stanowisko nauczyciela języka greckiego, otrzymując jednocześnie funkcję zastępcy prefekta krakowskich Szkół Przygłównych, zorganizowanych wówczas w gimnazjum akademickie. W latach 1803–1805 pełnił rolę seniora bursy Jeruzalem. Jesienią roku 1805 T. Czacki zaangażował go jako profesora języka i literatury greckiej w nowo otwartym Gimnazjum Wołyńskim, gdzie prowadził zajęcia przez ćwierć wieku, aż do końca istnienia uczelni (pierwsze wykłady wygłosił 1 listopada, a nominacja profesorska nosiła datę 15 października). W Krzemieńcu prowadził także stancję dla uczniów.
Zmarł w Krzemieńcu, jako emeryt, około 15 lutego roku 1833.

## Twórczość

### Ważniejsze utwory
1. Odezwa rytmu po złożeniu przysięgi przez Aleksandra Zamoyskiego przy objęciu ordynacji..., Zamość 1792; także pt.: Odezwa rytmu podczas złożenia przysięgi..., Warszawa 1792; egzemplarze niezachowane; 6 pierwszych wersów cytuje Estreicher XVIII (1901), 682
2. Wiersze przez M. Jurkowskiego P. P. G. Z. napisane, Lwów 1796; egzemplarz: Biblioteka PAN Kraków, sygn. 2928, (według kroniki Gimnazjum Zamojskiego, Jurkowski miał wydać w roku 1795 w Zamościu zbiorek: Pieśni... dla jego własnej zabawy napisane i dla udzielenia niektórym z przyjaciół do druku podane; M. Plezia przypuszcza, że był to ten sam zbiorek, co wydany w roku 1796)
3. Dysertacja o porównaniu składni języka polskiego ze składnią języka greckiego napisana przez... Dnia 6 czerwca roku 1805, rękopis: Biblioteka Kórnicka, sygn. 1001; wyd. M. Plezia w dodatku do: "Michał Jurkowski i greka w Krzemieńcu 1805-1830", Wrocław 1964, PAN Oddział w Krakowie, Prace Komisji Filologii Klasycznej nr 5
4. Gramatyka języka greckiego, napisana na zlecenie T. Czackiego w latach 1805-1806, niewydana, rękopis nieznany, (informacja za T. Czackim, podał M. Plezia w dodatku do: "Michał Jurkowski i greka w Krzemieńcu 1805-1830", Wrocław 1964, PAN Oddział w Krakowie, Prace Komisji Filologii Klasycznej nr 5, s. 30)
5. Literatura grecka, napisana na użytek Gimnazjum Wołyńskiego przed rokiem 1811, niewydana, rękopis nieznany, (informacja za T. Czackim, podał M. Plezia w dodatku do: "Michał Jurkowski i greka w Krzemieńcu 1805-1830", Wrocław 1964, PAN Oddział w Krakowie, Prace Komisji Filologii Klasycznej nr 5, s. 37)
6. O demonach, czyli geniuszach u filozofów greckich w stosunku do duszy człowieka. Rozprawa czytana na publicznym posiedzeniu w czasie obchodzonej pamiątki J. W. śp. T. Czackiego... przy dokonaniu roku szkolnego d. 15 lipca 1814..., Krzemieniec 1814
7. O celu i układzie tragedii greckiej. Rozprawa czytana w Krzemieńcu 18 września 1814, niewydana, rękopis nieznany, (informacja za programem krzemienieckim, podał M. Plezia w dodatku do: "Michał Jurkowski i greka w Krzemieńcu 1805-1830", Wrocław 1964, PAN Oddział w Krakowie, Prace Komisji Filologii Klasycznej nr 5, s. 41)
8. Słownik grecko-polski..., t. 1-2, autograf: Biblioteka PAN Kraków, sygn. 1375; powst. 1820, ostateczna redakcja 1822; wyd. (do Pir): t. 1-2, Krzemieniec 1830-1831; przedmowę z autografu wraz z podobizną karty tytułowej t. 1 ogłosił M. Plezia w dodatku do: "Michał Jurkowski i greka w Krzemieńcu 1805-1830", Wrocław 1964, PAN Oddział w Krakowie, Prace Komisji Filologii Klasycznej nr 5, (druk przerwały wydarzenia polityczne lat 1830-1831, zamierzał go wznowić J. K. Żupański w roku 1862).

### Prace edytorskie
1. Antologia grecka, którą dla uczniów języka greckiego w Gimnazjum Wołyńskim z różnych sławnych rymotwórców zebrał i krótkim objaśnił wykładem..., powst. 1809, wyd. Wilno 1815.

### Listy i materiały
1. Korespondencja z G. E. Grodkiem z lat 1806-1821, rękopis: Biblioteka PAN Kraków, sygn. 3097/IV, (porównaj: poz. 6)
2. Do J. Lelewela z lat 1811-1827, rękopis: Biblioteka Jagiellońska, sygn. 4435/II
3. Do A. J. Czartoryskiego jako kuratora szkolnego okręgu wileńskiego, rękopisy: Biblioteka Czartoryskich, sygn. 5477; Biblioteka Jagiellońska, sygn. 976/I; fragm. listu z 14 lipca 1819 ogł. M. Plezia w dodatku do: "Michał Jurkowski i greka w Krzemieńcu 1805-1830", Wrocław 1964, PAN Oddział w Krakowie, Prace Komisji Filologii Klasycznej nr 5
4. Do J. Zawadzkiego z 7 stycznia 1821, ogł. T. Turkowski w: Materiały do dziejów literatury i oświaty na Litwie i Rusi... z l. 1805-1865, t. 2, Wilno 1937
5. Do K. Moniuszki, wizytatora szkół guberni wołyńskiej, z 24 czerwca 1824, rękopis: Biblioteka Uniwersytetu Wileńskiego (Kuratoria Czartoryskiego, sygn. 289)
6. Od T. Czackiego z roku 1812 i G. E. Grodka z roku 1815 (nie z 1825!), ogł. T. Wierzbowski w: Materiały do dziejów piśmiennictwa polskiego, t. 2, Warszawa 1904
7. Nominacja na profesora Gimnazjum Wołyńskiego z 15 października 1805, rękopis: Biblioteka Czartoryskich, sygn. 3446, k. 283
8. Opisy służbowe Jurkowskiego, rękopisy: Biblioteka Uniwersytetu Wileńskiego (Kuratoria Czartoryskiego, sygn. 128-130, 141 i inne)
9. "Programy nauk Gimnazjum a następnie Liceum Krzemienieckiego z lat 1805/06-1829/30", wychodziły współcześnie pt.: Wzór i porządek nauk..., Materie z nauk..., Praelectiones in Lyceo Volhynensi..., Poczet nauk...; prawie kompletny zbiór znajduje się w Bibliotece Czartoryskich, luźne egzemplarze w Bibliotece Jagiellońskiej i Bibliotece PAN Kraków
10. "Krótki wykład historii literatury greckiej", Krzemieniec 1814/1815, kopia uczniowska, rękopis: Biblioteka PAN Kraków, sygn. 1919 II.